# تامپسون کپر
تامپسون کپر (انگلیسی: Thompson Capper؛ ۲۰ اکتبر ۱۸۶۳ – ۲۷ سپتامبر ۱۹۱۵ (aged 51)) فرد نظامی اهل پادشاهی متحد بریتانیای کبیر و ایرلند بود. وی همچنین برندهٔ جوایزی همچون نشان حمام شده‌است.